# Höhenkirchen-Siegertsbrunn
Höhenkirchen-Siegertsbrunn è un comune tedesco di 9 265 abitanti, situato nel Circondario di Monaco di Baviera nel land della Baviera. 
È gemellato con il Comune di Montemarciano in Provincia di Ancona. 

## Amministrazione

### Gemellaggi
- Montemarciano